# Bathocyroe
Bathocyroe é um gênero da classe Ctenophora que produz bioluminescência. Algumas com características de medusas, como a bathocyroe fosteri.